# Addio Kira!
Addio Kira! è un film del 1942 diretto da Goffredo Alessandrini, seconda parte dell'adattamento del romanzo Noi vivi, pubblicato nel 1936 da Ayn Rand.
Presentato come pellicola unitaria alla Mostra di Venezia del 1942, fu poi, data la sua lunghezza (oltre quattro ore), commercializzato dalla Scalera in due film separati, dei quali il primo mantenne il titolo originario del romanzo, mentre al secondo si diede questa intestazione.
I due film furono realizzati senza l'approvazione dell'autrice, ma sono stati in seguito oggetto di una revisione approvata dalla Rand nel 1980, pubblicata come unico lungometraggio col titolo We the Living nel 1986.

## Trama
Dopo essere stato curato in un sanatorio in Crimea della tisi contratta durante un fallito tentativo di fuga verso l'estero, Leo torna guarito a Pietroburgo da Kira. Egli però è profondamente cambiato dopo aver conosciuto Antonina, amante di un alto funzionario comunista, che lo ha indotto verso attività speculative ed illegali. Con la protezione di un alto burocrate Leo apre uno spaccio di generi alimentari in cui si fa largo uso della "borsa nera". Con tale attività, di cui sono complici molti dirigenti del partito, Leo si arricchisce.
Intanto Andrej, ancora innamorato di Kira, indaga sull'attività di Leo e scopre la corruzione, anche interna al partito di cui lui è onesto e leale funzionario. Quando infine arresta Leo è ancora Kira ad intercedere presso lui ed ancora una volta i sentimenti di Andrej prevalgono sul suo senso del dovere. Con questo comportamento dà modo ai suoi superiori corrotti, ansiosi di liberarsi di lui, di inquisirlo. Intanto Kira rivela ad Andrej di non amarlo e di essersi concessa a lui solo per salvare Leo.
Di fronte alla delusione sia degli ideali politici che in amore, Andrej si suicida. Leo, liberato, accusa Kira della relazione con Andrej e la lascia, senza riconoscere che lei l'abbia fatto solo per salvarlo. Disperata e sola, Kira tenta di nuovo di espatriare, ma arrivata al confine, con la libertà ormai a portata di mano, viene uccisa da una sentinella.

## Realizzazione del film
La pellicola è tratta «abusivamente e senza autorizzazione» dal romanzo di Ayn Rand, pubblicato nel 1936, che il film seguì quasi per intero e senza modifiche, Fu prodotto dalla Scalera Film nei propri stabilimenti romani, presso i quali la lavorazione, iniziata alla metà di giugno 1942, andò avanti per tutta l'estate. Il proposito della Scalera era di presentare il film alla Mostra di Venezia, ma per diverse settimane si dubitò di riuscire a completarlo per tempo.

## Accoglienza

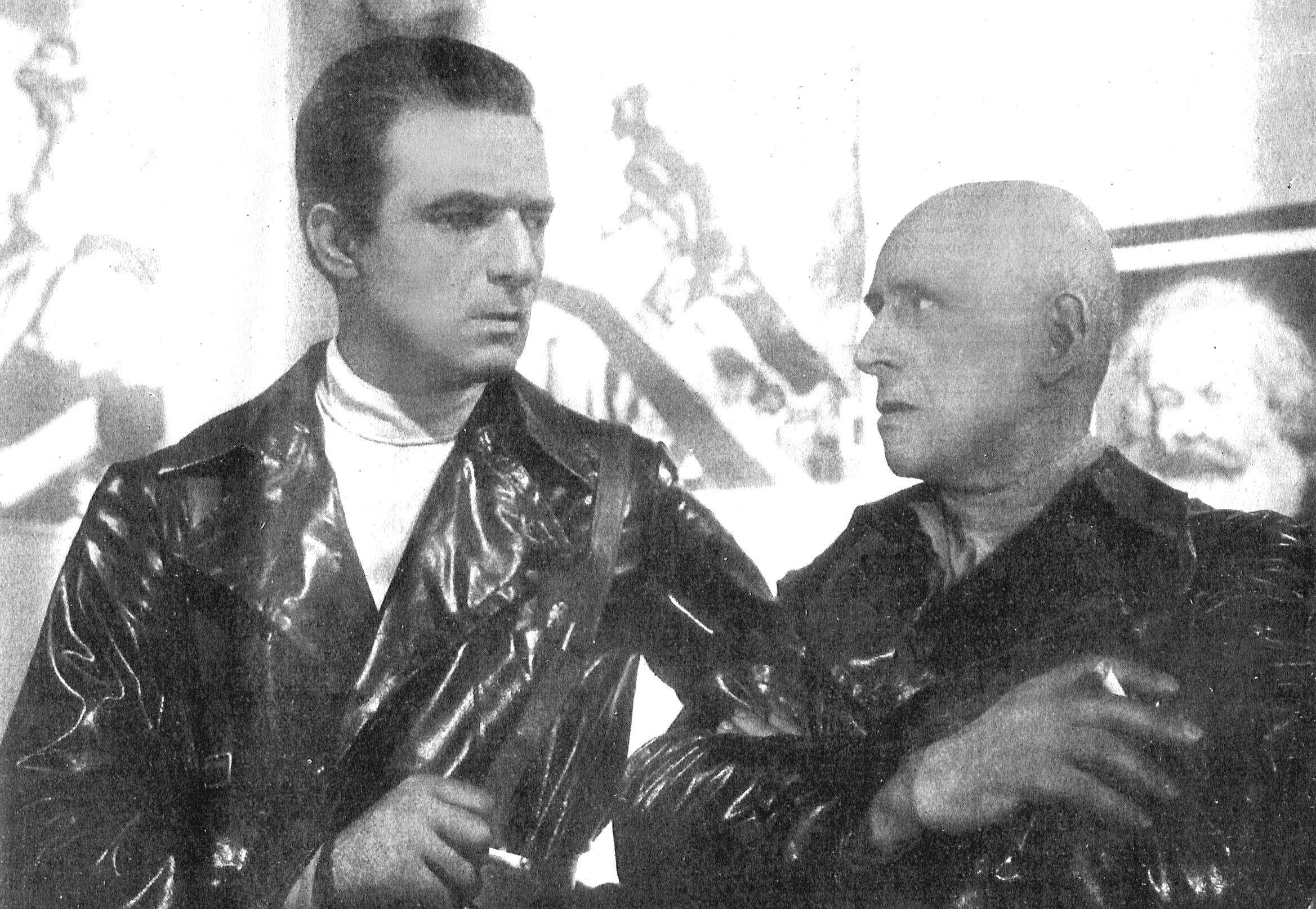
Fosco Giachetti e Lamberto Picasso rappresentano in Addio Kira! le figure di due funzionari comunisti, il primo onesto, l'altro corrotto

Contraddicendo le previsioni, Alessandrini riuscì a recuperare i ritardi e la pellicola, dell'inusitata lunghezza di ben 6.000 metri e una durata complessiva di quasi quattro ore, arrivò in extremis alla Mostra del cinema di Venezia del 1942, dove venne presentata nella sua totalità il 15 settembre, giornata conclusiva della manifestazione. Nonostante il contesto bellico e propagandistico, il film non riuscì a convincere tutti i commentatori, che misero in risalto più l'eccessiva prolissità della pellicola che il suo merito artistico. Il dittico riuscì comunque a ottenere un premio, pur se di secondo piano: il Premio della Biennale, in compagnia di altre quattro opere, sia italiane che estere. L'ambita Coppa Mussolini fu infatti attribuita a Bengasi di Augusto Genina.

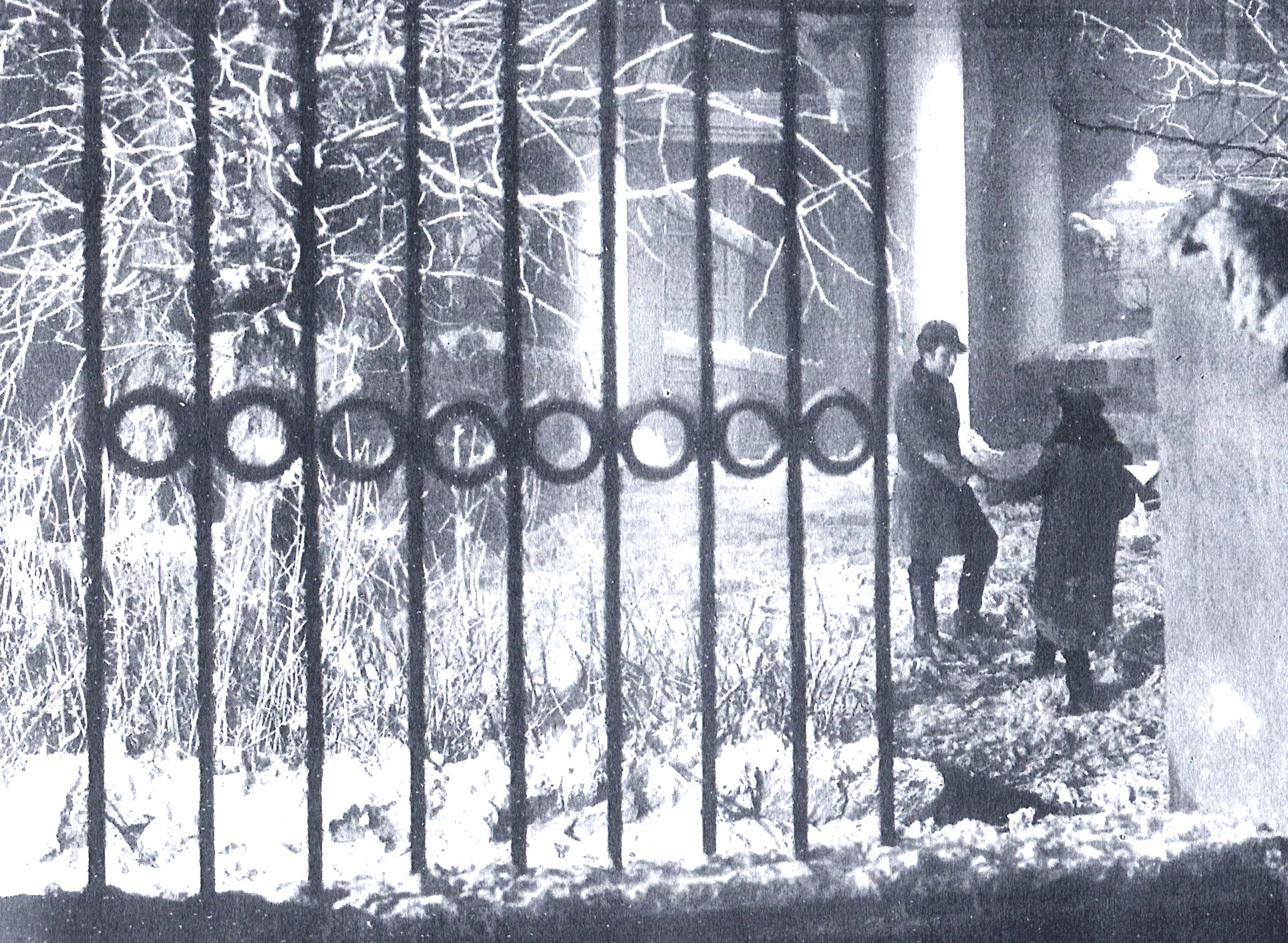
Inquadratura con Rossano Brazzi ed Alida Valli. Anche le scene del film ambientate in esterno furono in realtà girate negli stabilimenti romani della "Scalera"

Addio Kira! fu distribuito circa un mese dopo Noi vivi. La quasi totalità dei commentatori, che già avevano riferito del film sia al momento della sua presentazione veneziana, sia quando era stata proiettata nelle sale la prima parte del dittico, confermarono i rispettivi giudizi, in qualche caso enfatizzando i dubbi. Secondo il Corriere della sera, infatti, «questa seconda parte conserva ed accentua i pregi ed i difetti della prima. E consente di porre il quesito cui si doveva pur giungere: se il romanzo meritava una traduzione cinematografica di tanto calibro e di così ossequente fedeltà».

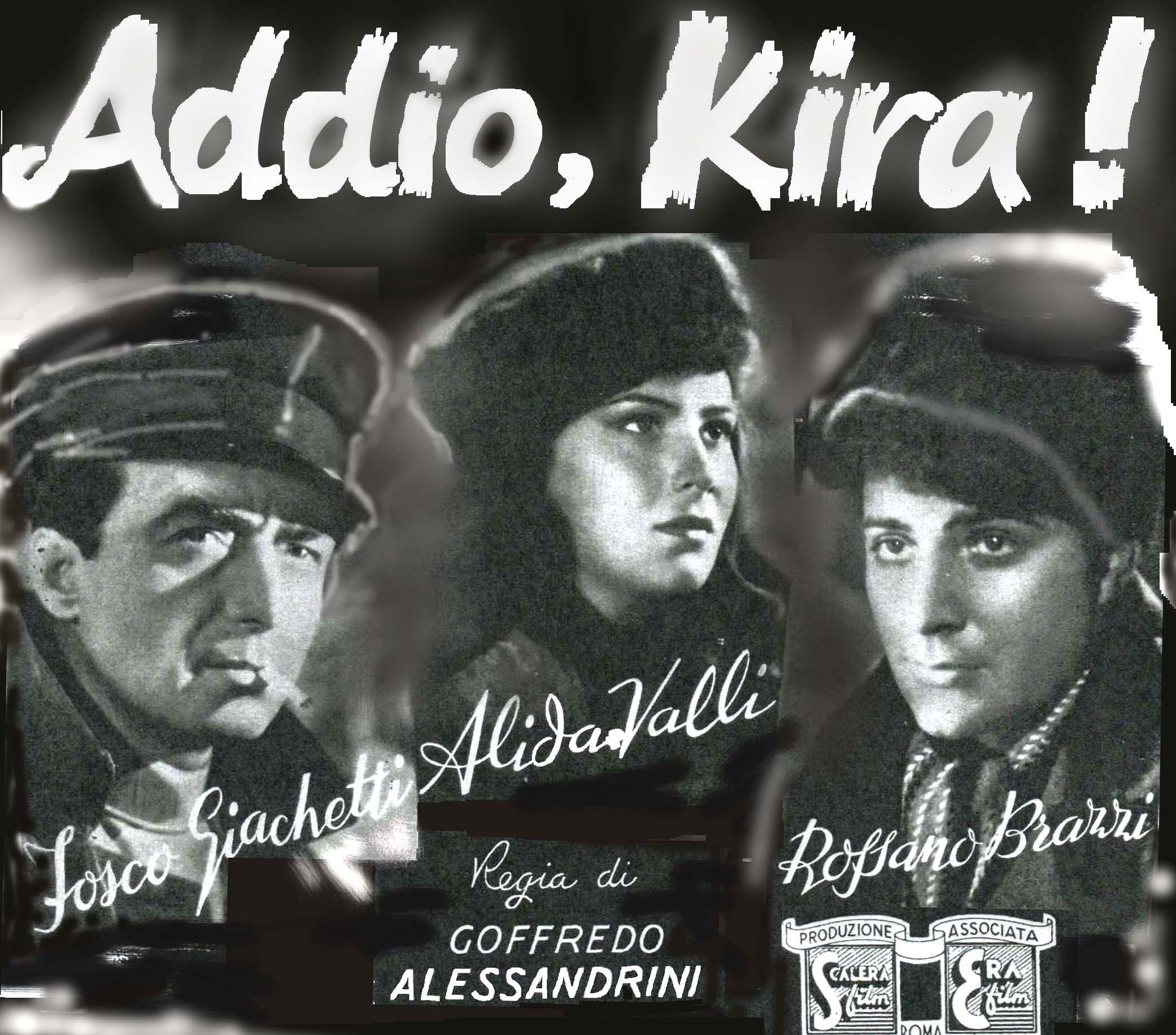
Immagine promozionale del film apparsa su un periodico dell'epoca

Nel periodo in cui Addio Kira! appariva sugli schermi, il film di Alessandrini stava già dando fastidio alle autorità fasciste. Benché considerato, nonostante il regista abbia poi negato questo assunto, come un'opera di propaganda anticomunista gradita al Regime, in un momento in cui le truppe italiane stavano combattendo in Russia, esso ne fu successivamente osteggiato e contrastato. Secondo lo storico J.A. Gili si trattò di una clamorosa «svista della censura. Non si era accorta che il film descriveva un'atmosfera dittatoriale più simile all'Italia fascista che alla Russia sovietica».

### Risultato commerciale
Nonostante i dubbi dei critici e l'intervento tardivo del Regime, il film della Scalera registrò un grande successo di pubblico e commerciale. Infatti, sulla base dei dati disponibili il dittico diretto da Alessandrini risultò, con un introito di oltre 20 milioni di lire dell'epoca, il film più visto e più "ricco" del 1942. A questo record, Addio Kira! contribuì incassando oltre 8 milioni e mezzo.

### Commenti successivi
Con il passare del tempo, il dittico di Alessandrini è rimasto nei commenti come un'opera di propaganda. Più recentemente Il Mereghetti ne dà invece una visione meno negativa: «Benché nel complesso monotono e prolisso, all'epoca ha goduto di cattiva fama, ma rivisto oggi non è privo di interesse. Potrebbe essere segnalato come il prototipo del teleromanzo italiano».

## Riconoscimenti
- Mostra di Venezia 1942
  - Premio della Biennale